# Oxytropis reniformis
Oxytropis reniformis är en ärtväxtart som beskrevs av Pei Chun Qiong Li. Oxytropis reniformis ingår i släktet klovedlar, och familjen ärtväxter. Inga underarter finns listade i Catalogue of Life.